# Ingrid Leijten
Adriana Elisabeth Maria (Ingrid) Leijten (Tollebeek, 1984) is een Nederlands jurist gespecialiseerd in het staatsrecht en de rechten van de mens. Leijten is hoogleraar aan Tilburg University.
Leijten groeide op in Tollebeek in de Noordoostpolder, waar haar vader akkerbouwer was; hij was ook actief binnen de lokale en provinciale afdelingen van het CDA. Ze volgde de middelbare school aan het Zuyderzee College te Emmeloord, en studeerde vervolgens rechten en politicologie aan de Universiteit Leiden, waar ze in 2009 in beide disciplines cum laude afstudeerde. Ze was lid van LSV Minerva. Tijdens haar studie was ze ook student-assistent van prof. Rikki Holtmaat en redactie-assistent van het Nederlands Tijdschrift voor de Mensenrechten/NJCM-Bulletin. In 2010 behaalde ze vervolgens een master of laws aan de Columbia-universiteit te New York, waar ze met een Harlan Fiske Stone-beurs studeerde en redacteur was van het Columbia Journal of European Law. Datzelfde jaar werd ze ook toegelaten tot de balie (bar) van de staat New York.
In september 2010 begon Leijten als promovendus bij de afdeling staats- en bestuursrecht van de Universiteit Leiden, waar ze met een NWO-beurs onderzoek deed naar de interpretatie van sociale grondrechten door het Europees Hof voor de Rechten van de Mens. Tijdens haar promotie-onderzoek werkte ze ook enige tijd aan het Max Planck-Instituut voor vergelijkend publiekrecht en internationaal recht te Heidelberg en aan de Universiteit van Gent. Op 1 september 2015 promoveerde Leijten op het proefschrift Core rights and the protection of socio-economic interests by the European Court of Human Rights; promotor was Janneke Gerards. Het boek werd in 2018 ook uitgegeven door Cambridge University Press onder de titel Core Socio-Economic Rights and the European Court of Human Rights.
Na haar promotie werd Leijten universitair docent staats- en bestuursrecht aan de Universiteit Leiden, en vanaf 2021 universitair hoofddocent. In 2019 was ze een halfjaar gasthoogleraar aan de Friedrich-Alexander-Universität Erlangen-Nürnberg. Met ingang van 1 januari 2022 werd Leijten benoemd tot hoogleraar aan de Tilburg University, na het emeritaat van Ernst Hirsch Ballin. Op 14 april 2023 sprak ze daar haar oratie uit, getiteld Grondrechten, grondvertrouwen en de relationele constitutie. Haar onderzoek richt zich op de staat van de Nederlandse rechtsstaat en grondrechten, proportionaliteit in het bestuursrecht en de mensenrechten, en de cultuur van mensenrechten. Ze is tevens host van de podcast Ons Goed Recht, waarin discussies worden gevoerd over mensenrechten.